# Ochuro

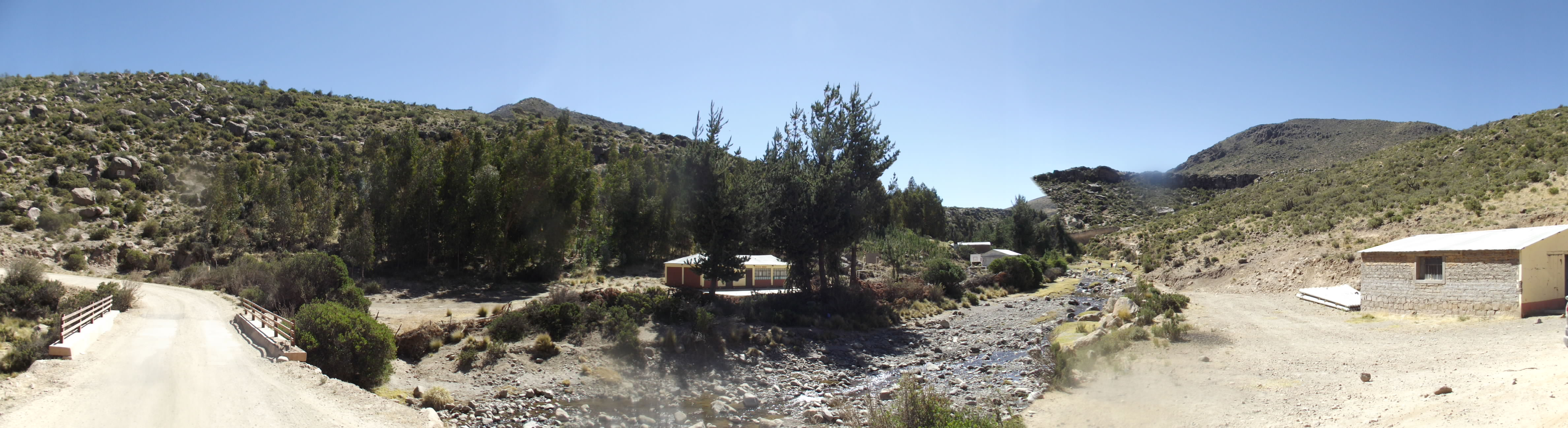
Puente de Escalerillas Ochuro

La Comunidad campesina de Ochuro está ubicada en el distrito de Andaray, Provincia de Condesuyos, departamento de Arequipa  en el Perú. 

## Geografía
Para llegar a esta Comunidad se toma la carretera que conduce de la Ciudad de Chuquibamba capital de la Provincia de Condesuyos a la capital del Distrito de Andaray aproximadamente a 45 km. Los habitantes de esta comunidad están completamente dedicados a la crianza de ganado (caprino, equino, vacuno, etc.).

## Atractivos turísticos
Ochuro tiene grandes atracciones turísticas en las que destacan:
- La Laguna de Pallarcocha.
- La Ciudadela Incaica de Huasarara.
- El Mirador de Sayhua.
- Lugares Ceremoniales de Huaycha y Jamayo.
- La Ciudadela de Siñihuilca.

Desde el mirador de Sayhua se puede visualizar toda la cadena volcánica del sur del Perú, teniendo al frente como un hermoso paisaje el nevado Coropuna.
Muy cercana se encuentra la ciudad abandonada Colonial de Huamanmarca, que tiene un rico pasado histórico y que se dice tuvo su fin con los versos del Manchaypuito, para luego dar nacimiento a los ahora distritos Andaray y Yanaquihua.
El clima frígido y en los meses de junio y julio se produce el chuño (papa congelada) en la quebrada de Escalerillas, convirtiéndose también en una actividad de este tiempo.

## Paisajes
A pesar del frío en la localidad de Escalerillas ubicada en la parte baja a orillas del río homónimo, se tiene un gran bosque lleno de árboles producto del trabajo empezado hace poco más de 10 años por pobladores de la zona lo cual lo convierte en la comunidad alto andina con mayor área verde en el distrito de Andaray.
El 20 de mayo de todos los años se celebra la fiesta costumbrista en honor a la Santísima Cruz de Ochuro, para dichas fiestas persona de todas partes llegan con devoción para las celebraciones de la fiesta que empieza con la misa ubicada en la capilla del puente de Escalerillas.